# Aguti wyspowy
Aguti wyspowy (Dasyprocta coibae) – gatunek gryzonia z rodziny agutiowatych. Występuje endemicznie na wyspie Coiba należącej do Panamy. Siedliskiem tego gryzonia są lasy liściaste i gęste zarośla, zwykle w pobliżu wody. Średniej wielkości gryzoń o długości ciała 41–62 cm i krótkim ogonie. Ekologia i stan populacji tego gatunku jest słabo poznany. W Czerwonej księdze gatunków zagrożonych Międzynarodowej Unii Ochrony Przyrody i Jej Zasobów został zaliczony do kategorii VU (narażony na wyginięcie). Jako zagrożenia wymienia się turystykę, huragany oraz choroby.